# Denebola
Denebola eller Beta Leonis (β Leonis, förkortat Beta Leo eller β Leo), som är stjärnans Bayer-beteckning, är den näst ljusstarkaste stjärnan i stjärnbilden Lejonet. Den har en skenbar magnitud på 2,14 och är tydligt synlig för blotta ögat. Baserat på parallaxmätning inom Hipparcosuppdraget på ca 90,9 mas, beräknas den befinna sig på ett avstånd på ca 36 ljusår (ca 11 parsek) från solen.

## Nomenklatur
Det traditionella namnet Denebola är förkortat från Deneb Alased, från den arabiska frasen ذنب الاسد nedan ab al-asad, "lejonens svans", eftersom den representerar lejonets svans, stjärnans position i Lejonets stjärnbild. (Deneb i Cygnus har ett liknande namn.) I Alphonsine Tables är den angiven som Denebalezeth. På RA Proctors stjärnkarta år 1871 på norra halvklotet betecknades den Deneb Aleet.
År 2016 organiserade Internationella astronomiska unionen en arbetsgrupp för stjärnnamn (WGSN) med uppgift att katalogisera och standardisera riktiga namn för stjärnor. WGSN:s första bulletin från juli 2016 innehöll en tabell över de första två satserna av namn som fastställts av WGSN där namnet Denebola anges för Beta Leonis, vilket nu ingår i IAU:s Catalog of Star Names.

## Egenskaper
Denebola en blå till vit stjärna i huvudserien av spektralklass A3 Va. Den har en massa som är ca 80 procent större än solens massa, har en radie som är ca 1,7 gånger större än solens och avger från dess fotosfär ca 15 gånger mera energi än solen vid en effektiv temperatur på ca 8 500 K.
Denebola har en hög prognoserad rotationshastighet på 128 km/s, vilket är av samma storleksordning som för den mycket snabbt roterande stjärnan Achernar. Solen har i jämförelse en ekvatorial rotationshastighet på 2 km/s. Stjärnan antas vara en Delta Scuti-variabel som uppvisar fluktuationer i ljusstyrka på 0,025 magnituder med en period på ca 10 gånger per dygn.

## Indicier på en stoftskiva
Denebola utstrålar mer infraröd strålning än förväntat, vilket tyder på att det måste finnas en softskiva med svalare material runt stjärnan. Eftersom vårt eget solsystem antas ha bildats från en sådan stoftskiva, är Denebola och liknande stjärnor som Vega och Beta Pictoris goda kandidater för stjärnor med exoplaneter. Stoftet runt Denebola har en temperatur på 120 K. Misslyckade försök att avbilda stoftskivan tyder på att skivan är mindre i storlek än den runt Beta Pictoris, som har avbildats ett flertal gånger.